# Kourounochóri
Kourounochóri (en grec moderne : Κουρουνοχώρι) est une ville grecque située dans la plaine ouest de l'île de Naxos. Lors du recensement de 2001 la population était de 110 habitants.